# Abri Notch Mountain
Pour les articles homonymes, voir Notch.
 (juillet 2020).
L'abri Notch Mountain, en anglais Notch Mountain Shelter, est un refuge de montagne américain dans le comté d'Eagle, au Colorado. Construit par le Civilian Conservation Corps en 1933 pour abriter les pèlerins venus observer le mont de l'Holy Cross voisin, cet édicule  en pierre naturelle et de style rustique est situé à environ 3 993 mètres d'altitude au sud du sommet de Notch Mountain, dans la chaîne Sawatch. Protégé au sein de la forêt nationale de White River et de l'Holy Cross Wilderness, il est inscrit au Registre national des lieux historiques depuis le 10 mars 2015. On y accède par un sentier de randonnée appelé Noth Mountain Trail.